# アンダイエ駅
アンダイエ駅（アンダイエえき、フランス語: Gare d'Hendaye, バスク語: Hendaiako geltokia）は、フランスのアキテーヌ地域圏ピレネー＝アトランティック県アンダイエにある鉄道駅である。フランス国鉄のボルドー＝サン＝ジャン-イルン線とレンフェの100号線の2路線が乗り入れている。当駅にTGV、Lunéa、アンテルシテ、TERの4種別が停車する。
軌間がフランス国内は1435mmの国際標準軌、スペイン国内は1668mmのイベリア軌間となっているため、スペインに行き来する列車はゲージを変える必要がある。電圧もフランス国内は直流1500V、スペイン国内は直流3000Vで異なるため、当駅-イルン駅間の走行中に切り替わる。
近隣にメトロ・ドノスティアルデアのアンダイエ駅がある。